# Dipolo de meia onda

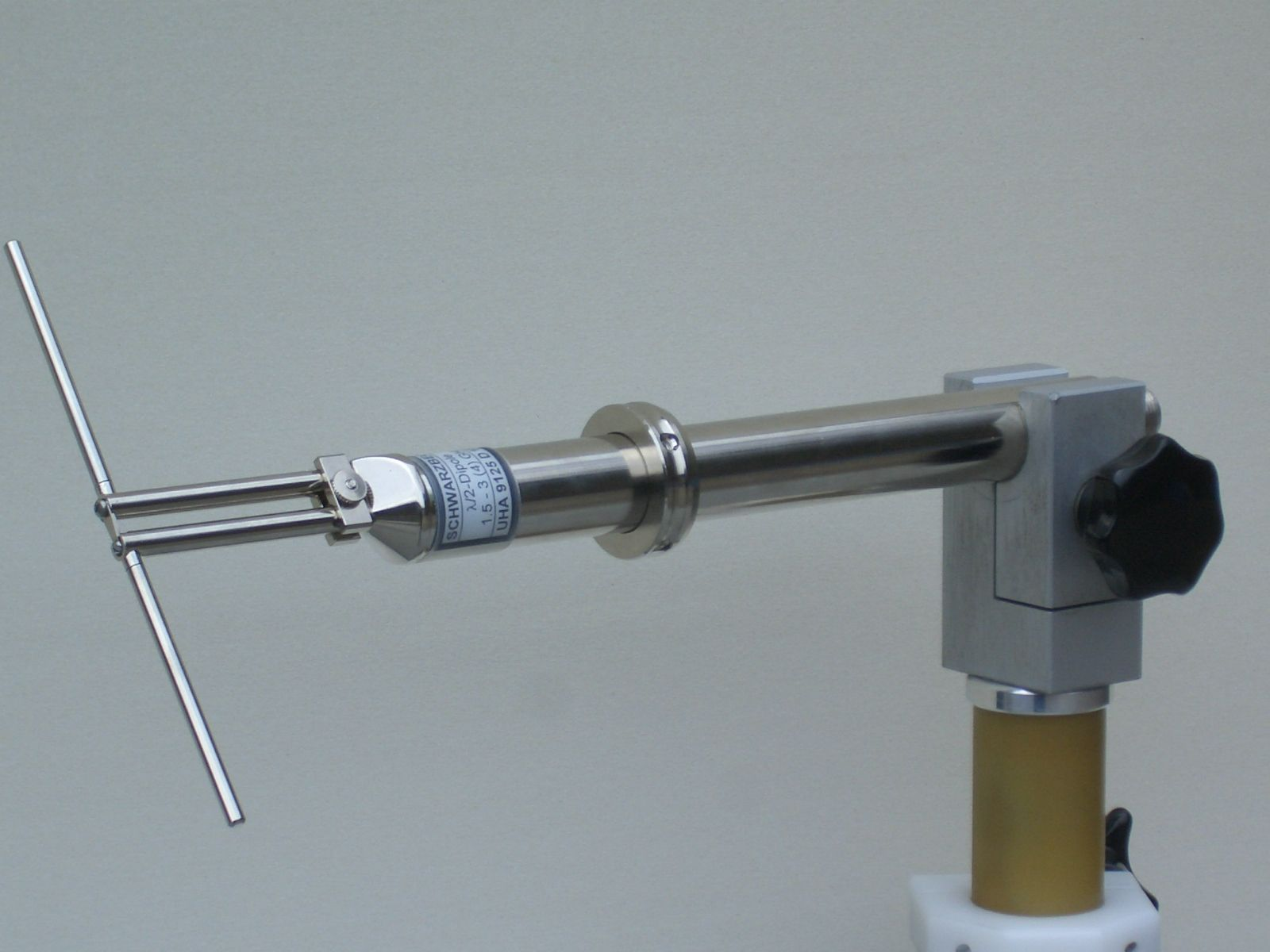
Dipolo de meia onda UHF

O dipolo de meia onda é uma antena que converte a energia elétrica em ondas eletromagnéticas, bem como ondas eletromagnéticas em sinais elétricos.
O nome dipolo de meia onda deriva-se do fato de que esta antena tem seu comprimento igual a metade do comprimento de onda a ser irradiado. Sendo composta por duas hastes de um quarto do comprimento de onda.
Dentre suas características principais está incluso seu diagrama de radiação do tipo broadside. Não emitindo energia no sentido de posicionamento do seu elemento, mas sim em sentido perpendicular. Seu formato clássico se assemelha a uma maçã.